# الجمعية الوطنية العلمانية
الجمعية الوطنية العلمانية هي منظمة بريطانية ناشطة تروج للعلمانية والفصل بين الكنيسة والدولة. وهي ترى أنه لا ينبغي لأحد أن يربح ميزة أو يخسرها بسبب دينه أو عدمه. أسسها تشارلز برادلو عام 1866.

## الأهداف
الجمعية الوطنية العلمانية، شعارها «تحدي الامتياز الديني»، لذلك تقوم بحملات من أجل دولة علمانية لا يوجد فيها دين ثابت للدولة، وبالتالي لا يلعب الدين دورًا في التعليم الذي تموله الدولة، ولا يتدخل في العملية القضائية ولا يقيد حرية التعبير، وعندما لا تتدخل الدولة في مسائل العقيدة الدينية ولا تشجع أو تمول الأنشطة الدينية، تكون حرية كل مواطن في الإيمان أو عدم الإيمان أو تغيير الدين مضمونة.
وعلى الرغم من أن المنظمة أنشئت صراحة لمن يرفضون ما هو فوق الطبيعة، فإن الجمعية الوطنية العلمانية لا تشن حملة للقضاء على الدين أو حظره، بحجة أن حرية الدين، وكذلك التحرر من الدين، حق من حقوق الإنسان وأن رعاية الدولة لأديان مختارة تتعدى على هذا الحق. وهي ترى أن الاعتقاد يجب أن يكون شأنًا خاصًا تمارسه في المنزل أو مكان العبادة ولا ينتمي إلى المجال العام. في سعيها لتمثيل مصالح الملحدين ووجهات نظرهم، غالبًا ما تنتقد الجمعية ما تراه آثارًا ضارة للدين.

## نبذة تاريخية

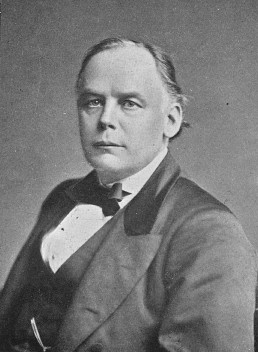
تشارلز برادلو أسّس الجمعية الوطنية العلمانية عام 1866

تأسست الجمعية الوطنية العلمانية في عام 1866 مع تشارلز برادلو رئيسًا وتشارلز واتس كسكرتير. كان هناك عدد من الجماعات العلمانية في جميع أنحاء المملكة المتحدة وانضموا لتنسيق حملاتهم وتعزيزها. صاغ جورج هوليوك كلمة علمانية عام 1851. أكدت مبادئ الجمعية الوطنية العلمانية أن «هذه هي الحياة الوحيدة التي لدينا، ويجب علينا العمل من أجل تحسينها».
في عام 1877 قاضى الطبيب الأمريكي تشارلز كنولتون كلًا من برادلو وآني بيزنت لنشرهما كتابًا يحتوي على معلومات حول تحديد النسل بعنوان «ثمار الفلسفة». أدينا كلاهما، وبُرّأا في الاستئناف. قسمت قضية منع الحمل العلمانيين، وتشكلت جماعة منشقة هي الاتحاد العلماني البريطاني. أغلِق بعد بضع سنوات.
أصبح نضال برادلو لدخول البرلمان لحظة مهمة في تقدم العلمانية في القرن التاسع عشر. انتخِب عن نورثهامبتون عام 1880. اعتقد أن لديه الحق في أداء القسم التوكيدي بدلًا من القسم على الكتاب المقدس، ولكن عندما رُفض طلبه، قال إنه سيقسم اليمين. قيل له أنه بما أنه لا يؤمن بالكتاب المقدس فلن يتمكن من أداء القسم. لمدة ست سنوات كافح للتغلب على هذه المشكلة بالطرق القانونية والانتخابية. في عام 1886 سمحت له الحكومة الجديدة بأداء اليمين الدستورية. أحدث لاحقًا تغييرًا منحَ جميع النواب الحق في القسم التوكيدي. كان نائبًا نشطًا للغاية نيابة عن الفقراء، والايرلنديين، والاستقلال الهندي.
توفي برادلو عام 1891، وخلفه في رئاسة الجمعية جورج ويليام فووت، محرر صحيفة ذا فري ثينكر. وأشار فووت إلى أن وفاة برادلو أنهت «الفترة البطولية» من الفكر الحر، ولم ينجح أبدًا في تحفيز أعضاء الجمعية الوطنية العلمانية كما فعل برادلو. خلف فووت في رئاسة الجمعية تشابمان كوهين (منذ عام 1915 وحتى عام 1949)، وهو كاتب منشورات غزير الإنتاج، ومؤلف كتب عن الدين، والفلسفة للجمهور الشعبي. في النصف الأول من القرن العشرين، شنت الجمعية حملة ضد سياسة البث الديني لهيئة الإذاعة البريطانية، من أجل سحب اعتراف الدولة بالكنيسة والتعليم العلماني.
كان الرؤساء البارزون في النصف الثاني من القرن العشرين هم ديفيد ترايب وباربارا سموكر، اللذان فعلا الكثير لزيادة استخدام وسائل الإعلام للتعبير عن وجهات النظر العلمانية. في القرن الحادي والعشرين، استمرت الجمعية الوطنية العلمانية كمنظمة تقوم بحملات في المملكة المتحدة والاتحاد الأوروبي ضد ما تعتبره امتيازًا دينيًا في الحياة العامة.

## المنظمة
تأسست الجمعية الوطنية العلمانية باعتبارها شركة بريطانية محدودة الضمان، ذات الرقم: 01418145. وبلغ دخل الجمعية 232,149 جنيهًا استرلينيًا في عام 2006-2007، كما ورد في الحسابات المقدمة إلى السلطات في دار الشركات. وهي لم تتلق أي تمويل من الحكومة أو الهيئات الخارجية: دُعمت حملتها بالكامل من خلال اشتراكات العضوية والتبرعات. أرقام الأعضاء غير مدرجة على موقع الجمعية، على الرغم من أن مقالة في صحيفة ديلي تلغراف في 13 فبراير 2012 ذكرت أن عدد أعضاء الجمعية نحو 7,000 عضو.

## مدارس التربية والإيمان
يعد التعليم أحد الاهتمامات الرئيسية للجمعية الوطنية العلمانية، ويستمر في حملته ضد التمويل العام للمدارس الدينية. وهي ترى أن الفضائل والأخلاقيات والمواطنة يجب أن تدرس خارج الإطار الديني. وتعارض تدريس الخلقية، أو التصميم الذكي كبديل للعلوم السائدة. بالإضافة إلى ذلك، فهي ضد تعيين المعلمين وموظفي الدعم وفقًا للمعايير الدينية، كجزء من حملة أعم ضد الإعفاءات من التشريعات المناهضة للتمييز في الهيئات الدينية. نجحت الجمعية في حملاتها من أجل الحق القانوني للتلاميذ الأكبر سنًا في الانسحاب من التجمعات الدينية في المدرسة.
تجادل الجمعية بأن أطفال الأسر اللادينية و«العقيدة الخاطئة» يتعرضون بشكل متزايد للتمييز في إجراءات القبول، بسبب ارتفاع عدد المدارس الدينية. وإلى جانب كليات تكنولوجيا سيتي (التي تتمتع أيضًا بامتيازات القبول)، ترغب الجمعية في رؤية هذه المدارس تتحول إلى مدارس مجتمعية، وذلك على الرغم من تقبلها لفكرة الحاجة إلى فترة انتقالية لتحقيق هذا الهدف. لفتت الجمعية الانتباه إلى الأبحاث الإحصائية الحديثة التي تدعم مزاعمها بالتمييز في المدارس الدينية، بناءً على اختيار التلاميذ من العائلات الأكثر ثراءً. وعلى وجه التحديد، يقل عدد التلاميذ الفقراء في المدارس الدينية بنسبة 10% عن عدد التلاميذ الذين يمثلون المنطقة المحلية. ومع ذلك، نفى كل من الممثلين من كنيسة إنجلترا ورابطة الآباء المنفصلة وجود دليل على أن اختيار مدارسهم يستند إلى خلفية اجتماعية، وأشار متحدث باسم مركز الاقتصاد إلى أن التحيز في الخلفية الاجتماعية قد ينشأ من أولئك الذين من المرجح أن يتقدموا إلى مدرسة دينية، وليس من عملية الاختيار.
زعمت الجمعية الوطنية العلمانية أن المدارس الدينية تؤدي إلى تفاقم الانقسامات الدينية والعرقية والثقافية، من خلال فصل الأطفال عن بعضهم بحسب انتمائهم الديني وخلفياتهم الثقافية. في عام 2010 حرضت الجمعية الوطنية العلمانية على إجراء مراجعة قضائية لاختبار شرعية الصلاة كجزء من العمل الرسمي لاجتماعات المجلس، فهي تعتقد أنه يجب الفصل بين السياسة والدين.

## الحملات الأخرى
قامت الجمعية الوطنية العلمانية بحملة حول عدد من القضايا الأخرى. وتشمل هذه الحملات الإبطال الناجح لقانون التجديف في المملكة المتحدة، وإقالة الأساقفة الستة والعشرين من مجلس اللوردات، وإعفاء المنظمات الدينية من التمييز وقوانين المساواة، وسحب تمويل الدولة للقساوسة في السجون والمستشفيات والخدمات المسلحة، وإنهاء الإعفاء الضريبي للكنائس، ووقف التمويل العام للبث الديني (لقد احتجت الجمعية منذ فترة طويلة، فمثلًا فقرة فكرة اليوم هي دعاية دينية تبثها هيئة الإذاعة البريطانية على نفقة دافعي التراخيص).
تهتم حملاتها الأخرى بالاستنكاف الضميري من قبل الأطباء والصيادلة لرفض إجراء بعض الإجراءات أو العلاجات، والإعفاء الديني من القوانين التي تتطلب صعق الحيوانات قبل الذبح ووضع علامات على اللحوم المنتجة دون صعق (يُباع الكثير منها حاليًا لعامة الناس دون علامات، سواء في المتاجر أو في المطاعم)، وإصلاح حركة الكشافة لإزالة الإشارات إلى الله من وعدهم.